# Adipogenèse
L'adipogenèse est le processus de différenciation cellulaire selon lequel des pré-adipocytes deviennent des adipocytes.
Physiologiquement, le terme désigne aussi la fabrication du tissu adipeux et le stockage de lipides par les adipocytes. Cette adipogenèse est stimulée par l'hydroxycortisone.
Il faut néanmoins le distinguer du terme lipogenèse qui désigne le processus biochimique.